# 劉豹 (匈奴)
劉 豹（りゅう ひょう、？～279年）は、中国後漢末期から西晋時代の南匈奴の左賢王。南匈奴の単于を輩出した屠各種攣鞮部の出身で於夫羅の子を称し、一説に蔡文姫と一時婚姻関係にあったとされる。呼延氏との間の子に劉延年、劉淵（漢（前趙）の光文帝）、劉盛、劉欽がいる。匈奴出身者が漢化した後に劉姓を名乗るのは劉豹からであるが、これは前漢代の冒頓単于より匈奴と漢宗室との間に姻戚関係があることに由来する。

## 生涯
南匈奴で反乱が起こったことで父の於夫羅が漢に留まり、196年に漢地で父が死去すると、叔父の呼廚泉（於夫羅の弟）が単于の位を継ぎ、劉豹は左賢王（または右賢王）となる。後、曹操によって五部に分けられた匈奴の左部を統括する。
父が亡くなる前年の195年、董卓の残党の李傕と郭汜らによる叛乱に際して、蔡文姫を拉致したとされる。207年に曹操により身代金が支払われ、蔡文姫が漢地に引き取られるまでの間に2子をもうけたとも言われるが、その名は伝わっていない。
嫡子とされる前趙の祖・劉淵は、生年が251年頃であり、劉豹が実際に於夫羅の子であるとすれば相当な長命である。

## 参考資料
- 『晋書』 載記第一 劉元海